# Hambuch (Marienheide)
Hambuch ist ein Ort der Gemeinde Marienheide im Oberbergischen Kreis in Nordrhein-Westfalen.

## Lage und Beschreibung
Hambuch liegt im Süden von Marienheide im Tal der Leppe. Nachbarorte sind Dommermühle, Niederkotthausen und Kotthausen.

## Geschichte
Ab der Preußischen Uraufnahme des Jahres 1840 ist der Ort unter der Bezeichnung „Hambuch“ auf topografischen Karten verzeichnet.

## Busverbindungen
Über die im Nachbarort Kotthausen befindliche Haltestelle „Turnhalle“ der Linie 336 (VRS/OVAG) ist der Ort an den öffentlichen Personennahverkehr angebunden.